# Lake Almanor Peninsula
Lake Almanor Peninsula és una concentració de població designada pel cens dels Estats Units a l'estat de Califòrnia. Segons el cens del 2000 tenia 336 habitants.

## Demografia
Segons el cens del 2000, Lake Almanor Peninsula tenia 336 habitants, 156 habitatges, i 102 famílies. La densitat de població era de 70,9 habitants/km².
Dels 156 habitatges en un 21,8% hi vivien nens de menys de 18 anys, en un 59% hi vivien parelles casades, en un 5,1% dones solteres, i en un 34% no eren unitats familiars. En el 29,5% dels habitatges hi vivien persones soles el 10,3% de les quals corresponia a persones de 65 anys o més que vivien soles. El nombre mitjà de persones vivint en cada habitatge era de 2,15 i el nombre mitjà de persones que vivien en cada família era de 2,64.
Per edats la població es repartia de la següent manera: un 18,5% tenia menys de 18 anys, un 5,4% entre 18 i 24, un 21,7% entre 25 i 44, un 34,5% de 45 a 60 i un 19,9% 65 anys o més.
L'edat mediana era de 47 anys. Per cada 100 dones de 18 o més anys hi havia 101,5 homes.
La renda mediana per habitatge era de 26.000 $ i la renda mediana per família de 37.250 $. Els homes tenien una renda mediana de 35.139 $ mentre que les dones 18.929 $. La renda per capita de la població era de 15.643 $. Entorn del 7,2% de les famílies i el 14% de la població estaven per davall del llindar de pobresa.

## Poblacions més properes
El següent diagrama mostra les poblacions més properes.